# Гром: Трудное детство
«Гром: Тру́дное де́тство» — супергеройский детективный художественный фильм 2023 года российского режиссёра Олега Трофима, снятый кинокомпанией Bubble Studios совместно с «Плюс Студией» и основанный на серии комиксов «Майор Гром» российского издательства Bubble Comics. Сценарий фильма написали Артём Габрелянов и Евгений Федотов, авторы комиксов о майоре Громе, и Екатерина Краснер, известная своей короткометражкой «Магия превыше всего». Картина стала третьей экранизацией комиксов Bubble, приквелом фильма «Майор Гром: Чумной Доктор», вторым фильмом в «Киновселенной Bubble». Главные роли в ней сыграли Сергей Марин, Кай Гетц, Владимир Яганов, Алексей Ведёрников, Даниил Воробьёв, Ирина Розанова, Олег Ягодин, Антон Адасинский. Тихон Жизневский, Любовь Аксёнова, Сергей Горошко, Константин Хабенский и Александра Черкасова вернулись в фильме к своим ролям из «Чумного Доктора».
Действие разворачивается в 1990-е годы, за 20 лет до событий фильма «Майор Гром: Чумной Доктор». Майор Константин Гром, отец Игоря Грома, вместе со своим напарником Фёдором Прокопенко охотится за боссом криминального мира Санкт-Петербурга, известным как Анубис, который облачён в соответствующий костюм, а свои преступления совершает с помощью тёмной магии. Параллельно двенадцатилетний Игорь и его лучший друг Игнат по прозвищу «Бустер» ищут способ быстро заработать много денег, из-за чего ввязываются в сомнительные авантюры. «Гром: Трудное детство» не базируется ни на одном из сюжетов о майоре Громе из комиксов, рассказывая вместо этого оригинальную историю.
Премьера состоялась 20 декабря 2022 года в кинотеатре «Октябрь» в Москве и 22 декабря в кинотеатре «Аврора» в Санкт-Петербурге. Цифровой релиз начался 1 января 2023 года на стриминговом сервисе «Кинопоиск». В отличие от «Чумного Доктора», «Трудное детство» не планировалось к выпуску в широкий прокат, вместо этого компания провела ограниченный показ в течение одного дня, 30 декабря, в нескольких городах России. Премьера для массового зрителя состоялась сразу на стриминге. В основном реакция критиков на фильм была умеренно-положительной. Профильные журналисты отмечали хорошую актёрскую игру, спецэффекты, сценарий и удачное раскрытие предыстории протагониста франшизы Игоря Грома. Споры вызвал антураж 1990-х годов, по мнению некоторых рецензентов показанный гипертрофированно, недостаточно большой для раскрытия всех персонажей хронометраж, чрезмерное количество фансервиса и отсылок к атрибутам 90-х.

## Сюжет
Действие фильма происходит в альтернативном Санкт-Петербурге 1990-х годов, за 20 лет до событий фильма «Майор Гром: Чумной Доктор». Фильм начинается со сцены-флешфорварда, когда Игорь Гром, которому в «Трудном детстве» 12 лет, возвращается домой окровавленный. Юный Гром рассказывает о 90-х годах под монтаж из исторической хроники. В следующей сцене демонстрируется нападение Анубиса, главного злодея фильма, на одну из преступных банд Санкт-Петербурга — «Детей Армана». Константин Гром, отец Игоря, и его лучший друг и напарник Фёдор Прокопенко допрашивают единственного выжившего бандита. Тот не хочет ничего говорить, и тогда Гром-старший начинает запугивать его, чуть не убивая в процессе, угрожая оружием даже Фёдору, когда тот пытается его образумить. Оказывается, что преступник был под воздействием некоего наркотического вещества.
Константин докладывает об этом начальнице полиции Петербурга, Елене Хмуровой, однако та настойчиво предлагает ему бросить дело Анубиса и переключить внимание на собственного сына, с которым тот почти не видится из-за работы. Позже он присоединяется к своим коллегам, курящим на улице. Среди них Юрий Смирнов — харизматичный оперативник с пристрастием к стрельбе по-македонски. Прокопенко заставляет Грома извиниться за своё поведение во время допроса, дав последнему 30 секунд на это. Константин очень нехотя извиняется. Фёдор напоминает ему об олимпиаде его сына Игоря, после чего Гром-старший резко решает отправиться домой.
Дома он пытается найти общий язык с Игорем, который в обиде на отца за то, что он не пришёл на его школьную олимпиаду по английскому языку. Константин даёт сыну шаверму, чтобы его утешить, и тот рассказывает отцу, что выиграл в школе два билета в Диснейленд и осталось лишь оплатить перелёт до него. Игорь просит у отца деньги, чтобы поехать с ним, но тот отказывает, ссылаясь на трудное финансовое положение семьи. Тогда Игорь решает заработать самостоятельно; для этого он тайком вытаскивает патрон из табельного пистолета Константина и за гаражами на спор показывает другим ребятам фокус, суть которого заключается в том, чтобы без помощи пистолета выпустить нагретую над костром пулю в банку с огурцами. Пуля случайно попадает в окно автомобиля массивного бандита в малиновом пиджаке, и Игорю приходится отдать тому все деньги.
Игнат, друг Игоря, предлагает тому другой способ заработка: они должны помочь гонзо-журналисту Алексею Прищурову раздобыть компромат на петербургскую элиту, которая, по мнению журналиста, связана с Анубисом. Хотя Игорь поначалу колеблется, ребята соглашаются. Под вечер они отправляются в назначенное Анубисом место собрания элиты, куда также под прикрытием пробираются Константин и Смирнов. Прищуров даёт ребятам видеокамеру, чтобы те всё задокументировали. Игорь узнаёт в одном из прихожан отца по отметине на руке в виде X (римской цифры 10, означающей, что отец должен вернуться в 10 вечера), которую сын оставил накануне розовым маркером в качестве напоминания. Когда владелец финансовой пирамиды просит благословения Анубиса, Константин пытается взять последнего в заложники и завязывается перестрелка, в которой погибает большинство приспешников злодея.
Константин лично добирается до Анубиса, которым оказывается Елена Хмурова — он узнал её по запаху сигар и парфюма. По её собственным словам, все убийства она совершила ради контроля над преступными группировками, облегчения работы полиции и «очищения» города. Соответственно, вся «тёмная магия» была плодом галлюциногена, который она распыляла на своих жертв. Смирнов убивает Хмурову выстрелом в голову и предлагает Константину забрать украденные бандой Анубиса деньги. Тот отказывается и пытается пристрелить напарника, но ему не удаётся это сделать из-за отсутствия в пистолете патрона, который ранее вытащил Игорь. Смирнов стреляет первым. Константин успевает задушить его, а после умирает сам от пулевых ранений. Игорь становится этому свидетелем и с того момента на протяжении многих лет винит себя одного в смерти отца.
В наши дни Игорь, живущий вместе со своей девушкой Юлией Пчёлкиной после событий фильма «Майор Гром: Чумной Доктор», видит сон, в котором он разговаривает с отцом и просит прощения за украденную пулю. Константин советует сыну отпустить прошлое и жить дальше. Проснувшись, Игорь читает свой «Дневник смерти», где на одной из страниц закреплены билеты и фотография отца, и дрожащим голосом предлагает Юле поехать в Диснейленд.
В сцене после титров доктор Вениамин Рубинштейн находится на терапевтическом сеансе с Сергеем Разумовским и пытается пробудить его субличность, Птицу. Ему это успешно удаётся, и у Разумовского меняется цвет глаз с голубого на жёлтый. Пока Птица рассказывает о своих планах побега и всячески угрожает расправой своему лечащему врачу, Рубинштейн активно и с энтузиазмом делает заметки в своём блокноте.

## Актёрский состав

### Актёры

#### Главные роли
- Кай Гетц — Игорь Гром, школьник, сын майора полиции Константина Грома[7][17]
- Сергей Марин — Константин Игоревич Гром, майор, сотрудник Главного управления полиции Санкт-Петербурга
- Владимир Яганов — Игнат «Бустер» Шпунько, лучший друг Игоря[18][19]
- Алексей Ведёрников — Фёдор Иванович Прокопенко, напарник и товарищ Константина Грома[18]
- Даниил Воробьёв — Юрий Смирнов, полицейский из отдела Константина под прикрытием, любитель стрельбы по-македонски[18]
- Ирина Розанова — Елена Александровна Хмурова / Анубис; днём — начальница полиции Санкт-Петербурга, а ночью — криминальный авторитет в образе одноимённого египетского божества, владеющий «чёрной магией»[18]
- Олег Ягодин — Алексей Прищуров, журналист[20]
- Антон Адасинский — Глашатай, правая рука Анубиса[21]

#### Роли второго плана
- Антон Сергеев — Олег Кулик, автор перфоманса «Человек-собака»
- Рустам Кульбаев — Арман, наркобарон и главарь банды «Дети Армана»
- Алексей Тахаров — Коротышка Мадик[22], бандит
- Тимофей Ольков — школьник в очках
- Максим Миронов — рослый школьник
- Игорь Усачёв — рэпер
- Александр Гаранин — охранник Анубиса / друг на похоронах
- Николай Пинский — старший лейтенант полиции с секундомером
- Даниил Молчанов — покупатель/работник финансовой пирамиды
- Стас Барецкий — массивный бандит в малиновом пиджаке
- Павел Алёхин — волхв-прислужник Анубиса[23]
- Андрей Сидоров — жрец Анубиса
- Герман Рычков — жрец Анубиса
- Александр Лютэр — жрец Анубиса
- Александр Громыко — жрец Анубиса
- Александр Челидзе — жрец Анубиса
- Сергей Карандеев — жрец Анубиса
- Тимур Ганеев — жрец Анубиса
- Дмитрий Христофулов — жрец Анубиса
- Елизавета Прохорова — жрец Анубиса
- Алексей Дроков — жрец Анубиса
- Евгений Чумак — жрец Анубиса
- Елизавета Боровских — жрец Анубиса
- Кристина Прилепская — жрец Анубиса
- Кирилл Боровик — жрец Анубиса
- Зарина Макашева — жрец Анубиса
- Кирилл Гребенщиков — Альберт Бехтиев, бизнесмен, один из прихожан Анубиса
- Михаил Парыгин — Анатолий Вродин, владелец финансовой пирамиды
- Владимир Космидайло — директор комиссионного магазина
- Василий Лучкин — вышибала в казино
- Дмитрий Дрига — Игорь Гром в 15 лет
- Дмитрий Барышников — Игорь Гром в 18 лет
- Анна Енжаева — Елена Прокопенко, жена Фёдора Прокопенко
- Тихон Жизневский — взрослый Игорь Гром
- Любовь Аксёнова — Юлия Пчёлкина, видеоблогер и журналистка, девушка Игоря
- Сергей Горошко — Сергей Разумовский, основатель социальной сети Vmeste, пациент психиатрической лечебницы (в сцене после титров)
- Константин Хабенский — доктор Вениамин Рубинштейн, врач-психиатр (в сцене после титров)[20]
- Александра Черкасова — Софа, ассистентка Рубинштейна (в сцене после титров, в титрах не указана)

### Подбор актёров
Больше всего претендентов было на роли отца и сына Громов — по 15-20 человек. 21 декабря 2021 года был объявлен кастинг на роли Игоря Грома и Бустера Игната в детстве. Он проходил в условиях секретности, и его результаты некоторое время держались в тайне. Главную роль получил Кай Гетц, известный по драме Александра Молочникова «Скажи ей» и сериалам «Пищеблок» и «Зона комфорта». Прежде он снимался в клипе на песню Синекдохи Монток «Где бы ты ни был», который срежиссировал Олег Трофим. Гетц описал юного Грома как «весёлого, задорного хулигана», который «ищет приключения на свою пятую точку, любит побаловаться и пошалить». После просмотра фильма «Майор Гром: Чумной Доктор» он решил, что Игорь в детстве был таким же, какой он в зрелости, — «никому не доверяющим подростком», но Трофиму удалось его переубедить. В итоге Гетц счёл, что слепо копировать игру Тихона Жизневского из «Чумного Доктора» не имеет смысла, так как у Грома в юности совсем иной характер. Сам Жизневский положительно отозвался о Гетце, сказав, что он — «замечательный парень, похож на молодого, красивого [него]». 
На роль Константина Грома был выбран Сергей Марин, которому «герой нравится своей открытостью, которая граничит с грубостью». По мнению актёра, в его персонаже много мужской брутальности и энергии. Марин описал Константина как честного, бескомпромиссного и открытого человека, любящего и заботливого отца, предмет подражания для сына. В своё время Марин проходил кастинг на роль Игоря Грома в «Чумном Докторе», но продюсерам хотелось, «чтобы майор был помоложе». Узнав о кастинге в «Трудном детстве», актёр решил «попытать счастья второй раз», и как раз в это время авторы фильма решили рассмотреть кандидатуры, проходившие кастинг на роль Игоря в «Чумном Докторе». В результате Марин «подошёл идеально». Перед пробами он прочёл оригинальные комиксы о Майоре Громе:3:26. Сыграв эту роль, Сергей надеялся доказать зрителю, что такие люди, как Гром, есть и в реальности: они незаметны, но находятся рядом и тихо делают добрые дела.
Роль молодого Фёдора Прокопенко получил Алексей Ведёрников. Он охарактеризовал своего персонажа как тихого и семейного человека, всегда готового прийти Константину Грому на помощь и единственного, кого Гром боится потерять. Как отметил Трофим, если в «Чумном Докторе» он и исполнитель роли Алексей Маклаков отталкивались от образа персонажа из комиксов, то в «Трудном детстве» образ создавался на основе уже проделанной Маклаковым работы. Ведёрников признался, что Маклаков высоко поднял планку. Так как актёры не были знакомы, Ведёрников, чтобы сыграть персонажа похожим образом, смотрел фильмы с участием Маклакова. Так же поступал Владимир Яганов, выбранный на роль юного Бустера Игната: он «пять или шесть раз» пересматривал «Чумного Доктора», чтобы понять характер Игната и определиться с тем, стоит ли добавлять своей версии «какие-то фишки, но понял, что в его взрослой версии уже всё есть: он клевый и жизнерадостный, ценит дружбу и никогда не отчаивается». К тому же актёр счёл характер и принципы персонажа схожими со своими. Две недели Яганов занимался с преподавателем, чтобы научиться подражать манере речи Киевстонера и копировать его акцент.
Даниил Воробьёв, сыгравший полицейского под прикрытием Юрия Смирнова, для подготовки к роли учился крутить пистолеты на пальцах. Для этого вместо оружия ему выдавались утяжелённые под вес настоящих пистолетов муляжи. Они оказались тяжелее тех, с которыми актёр работал в кадре, и за четыре дня до съемок ему пришлось переучиваться. Воробьёв сравнил своего героя с персонажем Леонардо Ди Каприо Кэлвином Кэнди из фильма Квентина Тарантино «Джанго освобожденный». Ирине Розановой досталась роль Елены Хмуровой, жёсткой и строгой начальницы полиции Санкт-Петербурга. Актриса активно участвовала в проработке своего персонажа, в том числе её характера и внешнего вида, и поэтому позже говорила что у неё много общего с героиней. Антон Адасинский, актёр, известный своим участием в андерграудном театре, сыграл Глашатая, правую руку Анубиса.
В фильме есть камео шоумена Стаса Барецкого. По словам Трофима, авторы фильма побаивались выходить с Барецким на связь из-за его скандального образа, но оказалось, что в жизни он совсем другой. Барецкий с энтузиазмом подошёл к делу, попросив только, чтобы его персонаж в фильме не поскальзывался и не падал. 
16 человек играют в фильме эпизодические роли волхвов-прислужников Анубиса. Один из них, Сергей Карандеев, рассказал, что для получения такой роль не требовался большой опыт: главное, чтобы актёр был лысым, стройным и пластичным.

## Производство

### Написание сценария
После выхода своего первого полнометражного фильма Bubble Studios намеревалась продолжать производство фильмов о майоре Громе. «Главная наша задача при создании этого фильма состояла в том, чтобы доказать, что „Майор Гром: Чумной Доктор“ — это не случайный хит. Мы умеем снимать интересные фильмы по комиксам», — такой комментарий дал основатель издательства Bubble Comics Артём Габрелянов. Фильм «Гром: Трудное детство» стал приквелом картины «Майор Гром: Чумной Доктор». Режиссёрское кресло занял Олег Трофим, постановщик «Чумного Доктора», Артём Габрелянов стал продюсером (вместе с Михаилом Китаевым и Ольгой Филипук) и сценаристом (вместе с Евгением Федотовым и Екатериной Краснер). По словам Габрелянова, на решение снимать именно приквел к первому фильму повлияла Ольга Филипук: несмотря на кассовый провал первой ленты, она попросила от лица «Кинопоиска» сделать какую-нибудь короткую историю по миру «Майора Грома». Разговоры шли о фильме про детство Сергея Разумовского, главного антагониста первого фильма, но Габрелянов предложил картину о детстве Игоря Грома. На решение повлияло и желание зрителей узнать, что сделало Игоря Грома таким, какой он в фильме «Майор Гром: Чумной Доктор», — суровым и нелюдимым.
Работа над сценарием началась в ноябре 2021 года. На подкасте Bubble Габрелянов рассказал, что сценарий пишут, собираясь всей творческой группой и высказывая различные идеи, которые могли бы сработать в фильме. После мозгового штурма отобранные идеи вписывают в сценарий. Изначально проект разрабатывался как короткометражная лента в формате «рождественского спецвыпуска» (первый набросок сценария был всего в 46 страниц), но впоследствии хронометраж вырос до часа и более. По окончании съёмок Габрелянов рассказал, что «„Трудное детство“ позволит посмотреть на историю майора Грома из фильма под другим углом. Первый фильм будет восприниматься уже иначе». Он объяснил, что в новой картине делается упор «на драму, на эмоциональную составляющую. Хотя экшен всё равно будет и очень изобретательный». Трофим назвал фильм «историей взросления в момент апокалипсиса, историей непростой, даже трагической». Он отметил, что фильм экспериментальный — во многих отношениях он отходит от первой картины и даже от жанровых канонов супергероики, напоминая скорее инди-драму, нежели типичный блокбастер. С точки зрения режиссёра, во время производства фильма для стримингового сервиса больше творческой свободы, чем во время производства ленты для кинопроката.
Сюжет вдохновлён сюжетной аркой «Загадка Сфинкса», охватывающей 42—44 выпуски оригинальной серии «Майор Гром», но при этом фильм напрямую не основан ни на одной истории из комиксов о майоре Громе. Трофим оценил этот факт двояко: наличие оригинального произведения, по которому создаётся фильм, позволяет опереться на оригинал, но при этом несколько ограничивает автора. В данном случае оригинала не было, был только мир, уже созданный в предыдущем фильме, и авторы творили, исходя только из него, что позволяло проявить больше фантазии. Габрелянов подметил, что древнеегипетская тематика вообще не чужда Петербургу — в качестве примера он привёл Египетский мост через Фонтанку со сфинксами, пирамиду в Екатерининском парке и статуи бога солнца Ра, которые украшают один из питерских домов. Прообразом главного злодея, криминального авторитета Анубиса, стал бог-психопомп Анубис. В этом персонаже получает развитие идея Сфинкса — одного из злодеев комикса, убийцы-гипнотизёра. Олег Трофим писал ритуальные речи для Анубиса, в качестве образца взяв Книгу мёртвых, и впоследствии перевёл их на древнеегипетский с помощью профессионального египтолога. Режиссёр признал, что звучание этих речей, скорее всего, неаутентично, потому что лингвистике до сих пор неизвестно, как в этом языке произносились гласные звуки. Чтобы подчеркнуть могущество Анубиса, был создан персонаж Глашатай, через которого он «говорит».
Сценаристы называют одним из основных конфликтов фильма противостояние Константина Грома переменам: этот персонаж, человек советской закалки, неспособен приспосабливаться к новому из-за своей крайней консервативности и твёрдых убеждений. Он несогласен как с тиранией Хмуровой, так и с корыстолюбием Смирнова, но при этом оказывается неспособен дать Игорю ответ на вопрос, как ему жить дальше. Именно Хмурова и Смирнов своими поступками показывают Игорю, почему самосуд, как и коррупция, — настоящее зло. Предательство Смирнова внушило ему, что лучше работать в одиночку, без напарника. Для фильма важна тема взаимоотношений родителей и детей. Сцена финального прощания Игоря и Константина вдохновлена финалом советского фильма «Застава Ильича», который Трофим смотрел незадолго до съёмок: в нём сын тоже ведёт разговор со своим воображаемым, давно погибшим отцом. Шутки для фильма помогал писать известный стендап-комик Евгений Чебатков. 
Как в «Чумном Докторе», так и в «Трудном детстве» есть сцены, которые можно считать заделами на продолжение истории Игоря Грома в кино. В сцене после титров Разумовский угрожает сбежать из психлечебницы (в комиксе-первоисточнике в сюжете «Игра» это ему удаётся, и он отправляется мстить Грому). В конце 2022 года появились слухи, что продолжение будет адаптировать именно арку «Игра». Это было подтверждено во время официального анонса Bubble Studios в январе 2023 года о создании фильма «Майор Гром: Игра» (2024), прямого продолжения «Чумного Доктора». Однако сюжет комикса в фильме был полностью изменён. Габрелянов в марте 2023 года заявил, что «Трудное детство» станет «мостиком» между «Чумным Доктором» и «Игрой».

### Антураж

#### Отображение 1990-х годов в фильме
Образ альтернативного Санкт-Петербурга создан на основе детских воспоминаний создателей, «гипертрофированного восприятия, помноженного на то, что уже получилось» при создании сеттинга «Чумного Доктора». В фильме немало отсылок к массовой культуре 1990-х годов — в кадре можно увидеть артефакты того времени: VHS-видеокассеты, картриджи для Dendy, игрушки «радуга» и «змейка». Китаев и Габрелянов не позиционируют фильм как документальный, идеально достоверно отображающий реальные 1990-е годы в России, но они всё же добавили в него «много примет времени» в виде эпизодических персонажей и пасхалок, «по которым точно угадывается наша чуть-чуть видоизменённая реальность». Этому же служат «фейковые» бренды (например, Adibas и Coca-Cock), имитирующие реальные, получившие популярность в то время. По словам Трофима, авторы картины «намеренно делали эти ошибки, чтобы создать ощущение фальшивой действительности, которая не имеет убедительного прототипа», симулякр, «иллюзию эпохи», или, как он охарактеризовал его иначе, «русский Диснейленд». Отчасти искажённая реальность объясняется ещё и попыткой передать детское восприятие Игоря. Авторы обращали внимание на то, что 90-е годы показаны двояко — с позиции ребёнка, Игоря (как весёлое время детства), и с позиции взрослого, Константина (как время анархии и разгула бандитизма). Это проявляется и в визуальном отображении сюжетной линии каждого персонажа. Габрелянов отметил, что не ставилась цель романтизировать или демонизировать эпоху 90-х годов.
Важным моментом в режиссуре стал цвет. Ключевым цветом в фильме является розовый, символизирующий беззаботность и детство: «Это имеет отношение к идее о том, что в юности мы смотрим на происходящее через розовые очки», — объяснил Трофим. Большую роль играют общая пестрота и эклектичность, которая была свойственна эпохе. Трофим отметил, что в фильме нет ни одного взрослого мужчины без усов: мода на усы — та черта эпохи, которая запомнилась авторам картины в детстве. Режиссёр рассказал, что в фильме есть «кивок Балабанову — внимательные зрители увидят отсылки к его „Брату“, — а также к знаменитому перформансу Олега Кулика „Человек-собака“». Хотя действие происходит в 1990-е годы, в него вплетены некоторые элементы реалий 1980-х и 2000-х годов: например, есть «визуальные эксперименты с мультипликацией» в аниме-стилистике. По словам Трофима, творческому коллективу просто захотелось добавить аниме-вставки, хотя в России аниме стало популярно только в следующем десятилетии, и в антураж российских 1990-х годов оно не очень вписывалось. Анимировали вставки Артём Бизяев, один из художников Bubble, известный своей работой над комиксом «Инок», и арт-группа художников-аниматоров HonkFu, известная своим анимированным комиксом JAM. Органы правопорядка в фильме намеренно названы полицией, хотя действие происходит задолго до переименования милиции.

#### Декорации
Съёмочной группе было достаточно сложно добиться разрешения на съёмки в центре Петербурга. Чтобы начать съёмки на Исаакиевский площади, потребовалось полтора месяца на согласование. По словам Габрелянова, добиться разрешения помог кредит доверия, полученный при работе над первым фильмом. Как и в предыдущей картине, художником-постановщиком стал Дмитрий Онищенко. На участке Исаакиевский площади у Мариинского дворца была построена декорация уличного стихийного рынка образца 1990-х годов. Выбор именно этой площади был обусловлен тем, что она красива и узнаваема, а также тем, что в узком переулке было бы сложно возвести рынок. Декорацию строили по фотографиям стихийных развалов того времени. Как и в «Чумном Докторе», Мраморный дворец показан как полицейский участок, в котором работает главный герой, при этом первый этаж показан отданным под казино. В павильоне студии «Ленфильм» была построена декорация квартиры Громов, аналогичная той, что была в фильме «Майор Гром: Чумной Доктор». В «квартиру» были проведены коммуникации, то есть при желании можно было включить свет или помыть руки на кухне. Квартира из «Трудного детства» менее просторна, чем в «Чумном Докторе» — это сделано не только для того, чтобы отобразить взгляд юного Игоря Грома, но и чтобы показать фигуру отца в доме больше и авторитетнее. На время съёмок одной из сцен был арендован цех Кировского завода. Одна из сцен была снята у заброшенного здания ВНИИТВЧ имени В. П. Вологдина.

Места, где проходили съёмки фильма
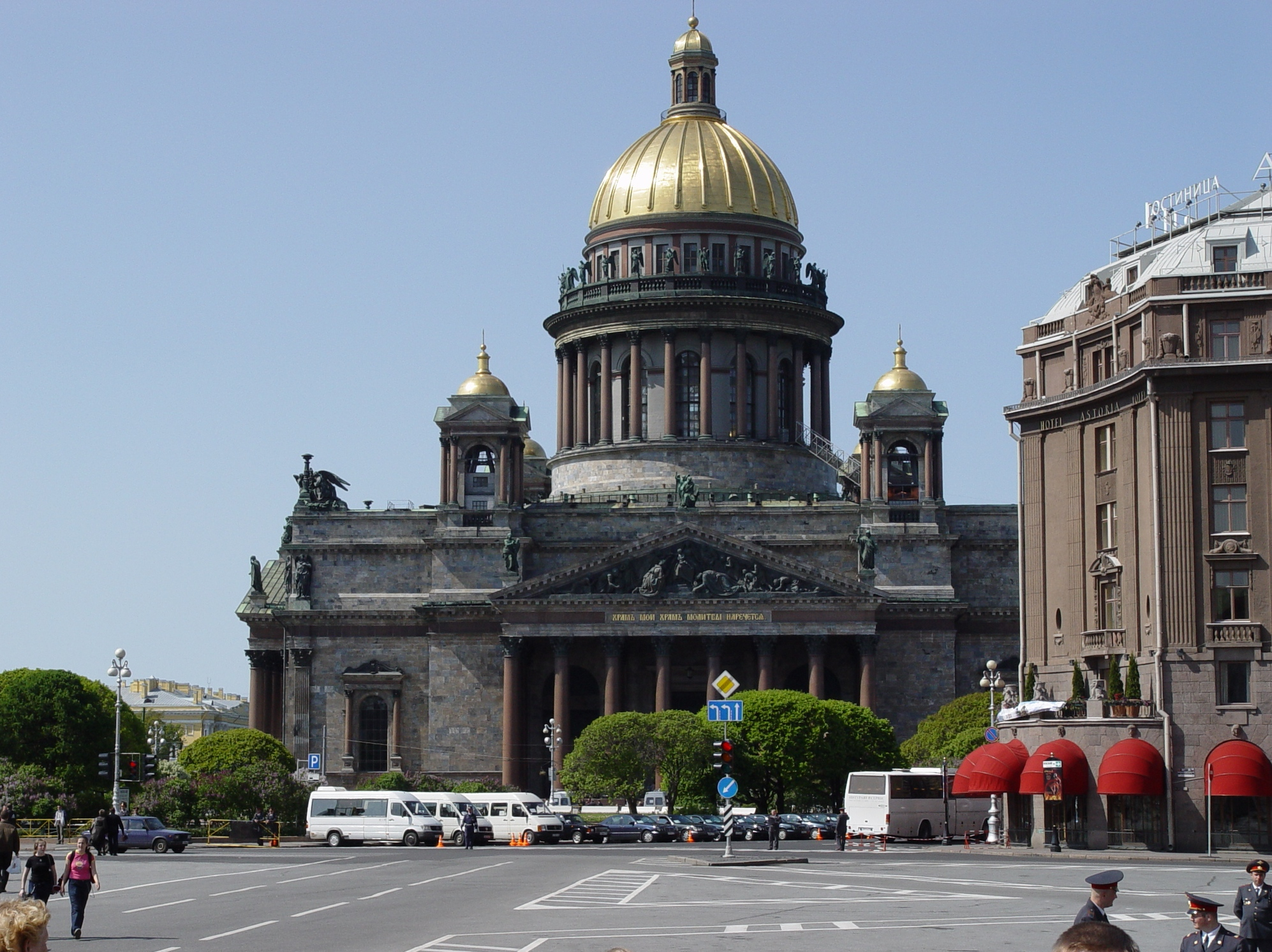
Исаакиевская площадь
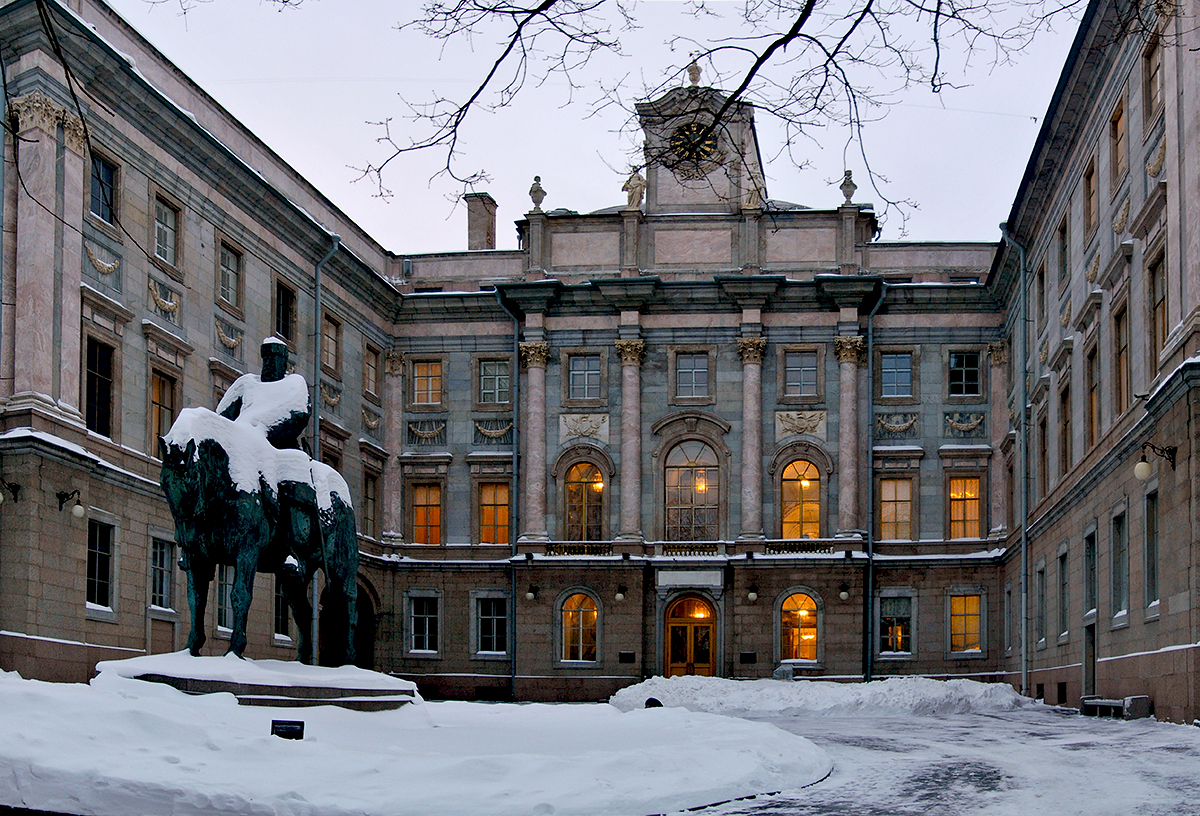
Мраморный дворец, в фильме сыгравший роль экстерьера полицейского участка
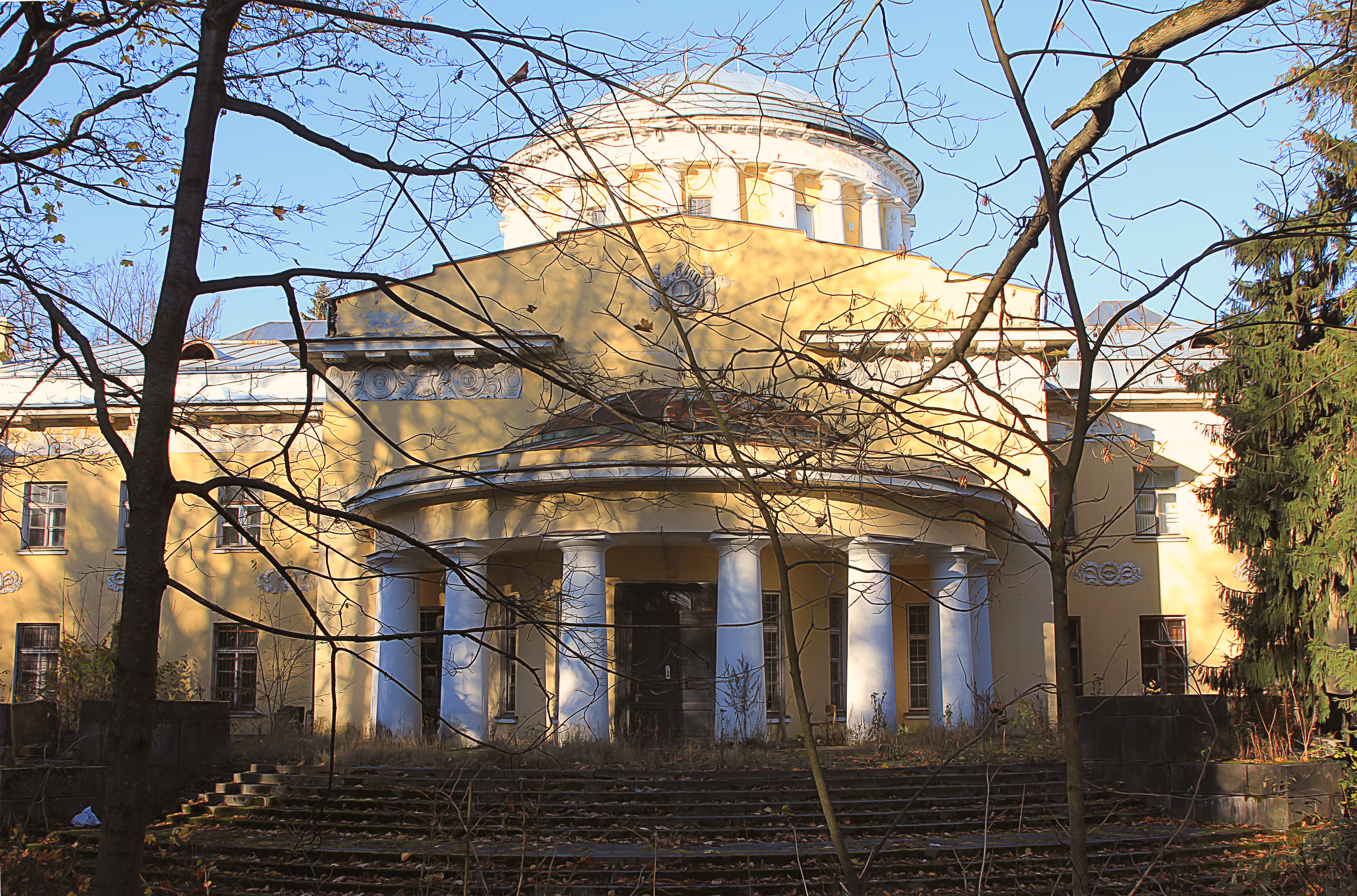
Здание ВНИИТВЧ имени В. П. Вологдина

### Образы персонажей
Перед режиссёром Олегом Трофимом стояла задача добиться сходства между персонажами первого фильма и приквела. Для этого актёры и режиссёр изучали манеру речи, пластику, поведение персонажей оригинального фильма: например, в приквел перекочевала привычка Игоря Грома теребить мочку уха, когда он нервничает. Сергей Марин для соответствия образу Константина Грома носил синие линзы, в то время как натуральный цвет глаз у него карий. Под левым глазом, на щеке, у Константина был добавлен шрам в форме молнии. Похожий шрам есть и у Игоря в «Чумном Докторе» — на конце левой брови, добавленный вместо бровей-молний, которые были у персонажа в оригинальных комиксах. Ведёрникову пришлось носить накладные усы, от чего он был в восторге. Украшения для Анубиса создал известный ювелир Mozi J, известный как автор платиновой долларовой купюры для рэпера Моргенштерна. Для сцены египетского ритуала Павла Алёхина и ещё 15 актёров, сыгравших приспешников Анубиса, «красили в золото, в красную глину», а после смен их возили в баню или бассейн, чтобы актёры могли снять грим и согреться после съёмок в холодном храме. Больше всего гримёрам пришлось работать над персонажем Антона Адасинского Глашатаем.
Некоторые персонажи в фильме отсылают к реальным персоналиям, знаменитым в 1990-е годы. Так, журналист Прищуров — отсылка к журналисту и телеведущему Владу Листьеву и отчасти к Александру Невзорову, основатель финансовой пирамиды Анатолий Вродин — отсылка к Сергею Мавроди.

### Съёмочный процесс
Съёмки картины начались 29 марта 2022 года в центре Санкт-Петербурга и завершились 27 апреля. Всего фильм был снят за 22 смены. Оператором, как и в предыдущем фильме, стал Максим Жуков. Дирекция по организации дорожного движения Санкт-Петербурга ограничила на неделю, с 23 по 29 марта, движение транспорта на участке Миллионной улицы от Суворовской площади до Мраморного переулка и на Суворовской площади вдоль дома 5 по Миллионной улице, а также в Мраморном переулке в направлении от Миллионной улицы к Дворцовой набережной.
Оператор Максим Жуков рассказал, что для него самой сложной стала сцена съёмки в ночном лесу: там было сложно правильно выставить освещение. Сергей Марин также вспоминает, что ночные смены, коих было сразу пять подряд, были сложными и холодными. Первой сменой стала съёмка сцены с мотоциклом Прокопенко в лесу. На съёмке первого же кадра мотоцикл долго не удавалось завести около 40 минут, и только сцена была снята, как начало светать, а впереди ещё была целая смена. Во время съёмки сцены за гаражами команда несколько отстала от запланированного графика работы, но это привело к добавлению анимационной вставки в эту сцену. Три смены снимались в храме — это была сцена, в которой жрецы Анубиса проводили ритуал.
Наиболее запомнившаяся Гетцу сцена была снята на Исаакиевской площади, антураж которой он счёл похожим на карнавал; он также удивился наличию на съёмочной площадке гроба и летающих повсюду бумаг. Тихон Жизневский в один из съёмочных дней посетил съёмочную площадку, где и познакомился с Гетцем. Тогда Трофим лично «инспектировал место перестрелки» и ходил по площадке, за что во время съёмок «Чумного Доктора» получил прозвище «Атомный». Гетц вспоминает, что во время съёмок в Петербурге было довольно холодно и потому актёры работали с тонкими грелками в обуви, чтобы не замёрзнуть, а после каждого дубля на них накидывали тёплые одеяла. Экшн-сцены с участием как огнестрельного оружия, так и холодного, были тщательно отрепетированы перед съёмками, хотя, как рассказал Воробьёв, далеко не весь материал в итоге вошёл в фильм. Съёмка проводилась в том числе на VHS-камеру, «чтобы передать эффект хроники того времени».
Сцена после титров, где психиатр Вениамин Рубинштейн в исполнении Константина Хабенского допрашивает Сергея Горошко в образе Сергея Разумовского, была снята ещё во время создания «Майор Гром: Чумной Доктор», одновременно со сценой после титров. В интервью на «Bubble Подкасте» в апреле 2021 года Горошко подтвердил, что были сняты две сцены с Хабенским, одна из которых представляла собой «долгий диалог».

## Продвижение и релиз

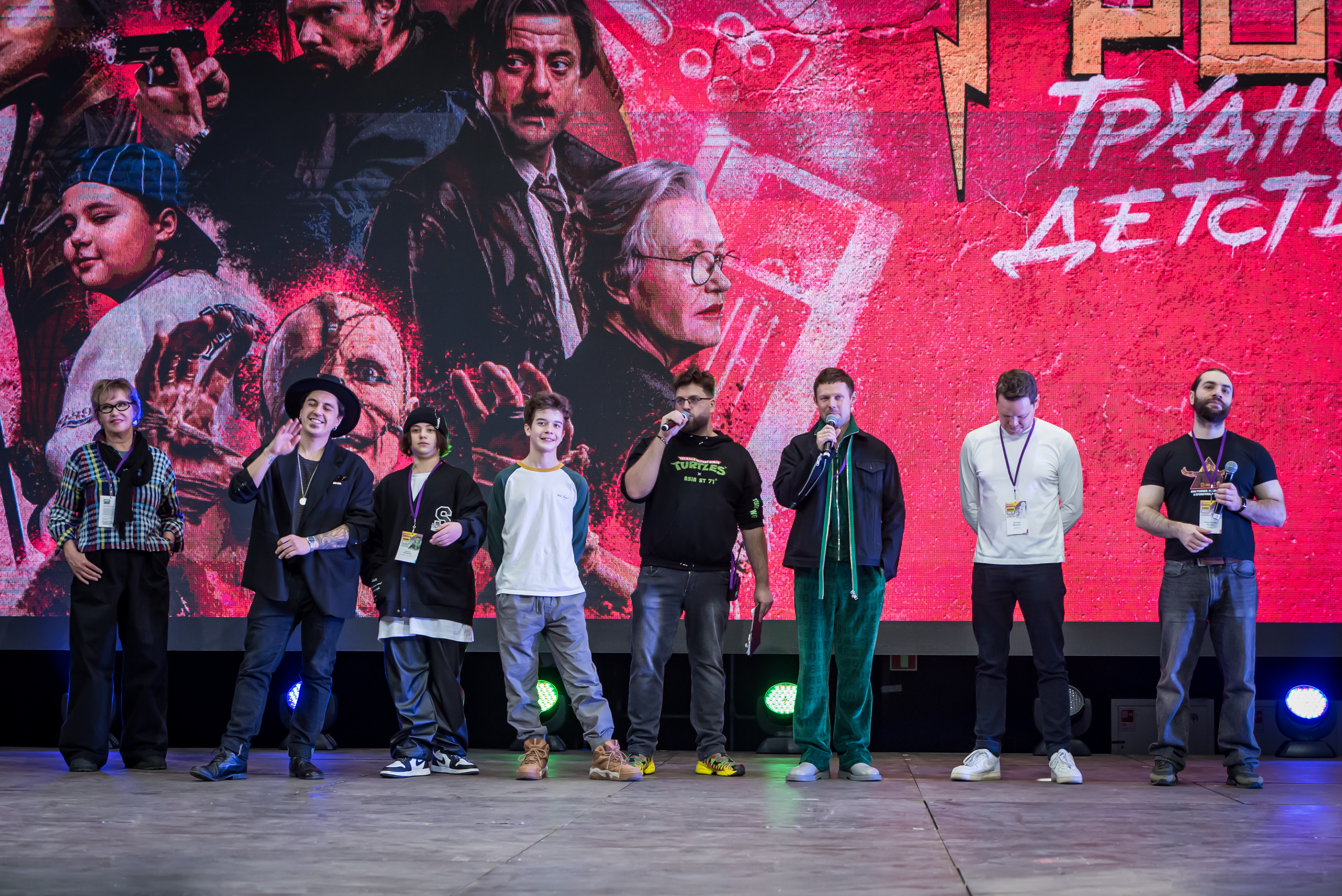
Актёры фильма на BUBBLE Comics Con 2023

Фильм «Майор Гром: Трудное детство» был анонсирован Артёмом Габреляновым, основателем Bubble Comics, и Михаилом Китаевым в декабре 2021 года на фестивале поп-культуры Bubble Comics Con. Было объявлено, что фильм станет приквелом предыдущей работы Bubble Studios, «Майор Гром: Чумной Доктор», и своеобразным новогодним спецвыпуском с хронометражем в один час, приуроченным к началу 2023 года. Авторы рассказали, что за сценарий будут отвечать Артём Габрелянов и Евгений Федотов, работавшие вместе над первыми выпусками комиксов Bubble, а съёмки начнутся весной 2022 года. Вместе с анонсом был показан тизер-постер будущего фильма, представляющий собой рисунок авторства Константина Тарасова, одного из основных художников Bubble Comics. Женский журнал Elle Girl назвал анонс приквела неожиданным, выразив мнение, что поклонники «Чумного Доктора» больше ждали продолжение фильма, чем его предысторию.
29 марта 2022 года Bubble Studios объявила о начале съёмок, выложив в социальных сетях совместную фотографию Артёма Габрелянова, Олега Трофима и Михаила Китаева с тарелкой, на которой изображены логотип фильма и имена съёмочной группы. При этом имена актёров были заретушированы. По случаю этого анонса Михаил Китаев дал комментарий платформе «Смотрим», где подтвердил, что фильм будет своеобразным специальным эпизодом, но с хронометражем полноценного фильма, и что он будет самодостаточным в плане сюжета — для его понимания не обязательно смотреть предыдущий фильм Bubble Studios. 10 апреля были опубликованы первые фото со съёмочной площадки, на которых проходили съёмки уличных перестрелок скинхедов на фоне стихийных рынков под открытым небом на Исаакиевской площади у Мариинского дворца. Съёмочная группа во главе с Михаилом Китаевым дала комментарии по поводу процесса создания фильма корреспонденту «Фонтанки.ру», который, в свою очередь, назвал увиденную сцену «наивно-комедийной» и «клюквенной». По словам Китаева, вся комедийность была сделана намерено, чтобы показать, какими 1990-е годы запомнились Игорю Грому. Также создатели продемонстрировали журналисту, что в том числе используют на съёмках VHS-камеру.
5 июня 2022 года в рамках мероприятия «Плюс Дача» компании «Яндекс» в парке Горького были показаны первый тизер-трейлер фильма и постеры с изображением главных героев фильма: Игоря и Константина Громов. Тизер-трейлер, в свою очередь, сосредоточен на демонстрации одной из шахматных партий между Константином Громом и его сыном Игорем — причине, по которой у Игоря Грома возникла привычка устраивать мозговые штурмы и продумывать свои действия наперёд, показанная в фильме «Майор Гром: Чумной Доктор». Вместе с этим в тизере показаны короткие кадры из «Трудного детства». Одновременно с трейлером создатели картины также представили актёрский состав фильма: главного героя сыграл актёр Кай Гетц, его отца — Сергей Марин, Игната по прозвищу «Бустер» сыграл Владимир Яганов, а молодого Фёдора Прокопенко — актёр Алексей Ведёрников. Коллегу Грома и Прокопенко по работе Юрия Смирнова, не названного в тот момент по имени, сыграл Даниил Воробьёв. Реакция пользователей соцсетей на трейлер была в целом положительной: поклонники окрестили Сергея Марина новым секс-символом фандома после Сергея Горошко, стали сравнивать внешность героя Даниила Воробьёва с блогером Евгением Калинкиным, а также искать в тизере отсылки к мифологии Древнего Египта. Об остальных членах актёрского состава постепенно объявили в течение 2022 года.
13 августа в рамках мероприятия Bubble Weekend, также в парке Горького, Артём Габрелянов, Роман Котков и Олег Трофим представили ещё несколько постеров с героями картины. Помимо уже выпущенных ранее постеров с Константином и Игорем Громами, создатели также продемонстрировали плакаты с молодым Фёдором Прокопенко, Игнатом «Бустером» и сослуживцем Прокопенко и Грома Юрием Смирновым, до этого появлявшемся в трейлере, но не названным по имени. Также был представлен совершенно новый персонаж — начальница отдела полиции, в котором работают Гром и Прокопенко, Елена Хмурая в исполнении Ирины Розановой, занимающая должность, которую занимает сам Прокопенко в фильме «Майор Гром: Чумной Доктор». Помимо этого, сами актёры поделились комментариями о видении своих персонажей и о работе над их образами. Несколько дней спустя постеры были размещены в «секретных локациях» Москвы и Санкт-Петербурга. Всего было размещено 1780 постеров. По данным «Афиша Daily», за несколько часов поклонники работ Bubble Studios забрали с этих мест порядка 400 плакатов. При этом самой популярной локацией среди фанатов стал «Красный Октябрь», в Петербурге — «Двор Гостинки». Среди секретных мест в том числе были московский «Хлебозавод», а также петербургские «Ленполиграфмаш» и «Бертгольд-центр».
12 октября в рамках презентации новых проектов «Плюс Студии», киноподразделения «Яндекса», руководителем студии Михаилом Китаевым был представлен полноценный трейлер. На этот раз новый трейлер более подробно раскрывал сюжет фильма, а также личность главного героя Константина Грома и его противостояние боссу криминального мира Петербурга и главному антагонисту «Трудного детства» Анубису, обладающему чёрной магией. В качестве музыкального сопровождения прозвучал кавер на песню «Позови меня с собой» Татьяны Снежиной. Вместе с выходом трейлера было объявлено о смене названия фильма с «Майор Гром: Трудное детство» на «Гром: Трудное детство»:1:51, а также показан обновлённый логотип и раскрыта точная дата выхода картины на «Кинопоиске»: 1 января 2023 года в символическое время — 20:23 по московскому времени. Russia Today отметили красивый визуальный ряд, показанный в трейлере, и заявили, что местами он даже превосходит предыдущий полнометражный фильм Bubble Studios. 20 октября «Кинопоиск» представил в своих соцсетях два новых постера со злодеями фильма: с Анубисом и с его правой рукой по прозвищу Глашатай, роль которого исполнил актёр Антон Адасинский. При этом создатели не раскрывали, кто исполнил роль Анубиса в фильме. Ранее Bubble Studios точно так же скрывали имя актёра, сыгравшего Чумного Доктора.
12 декабря Bubble Studios опубликовали обновлённый финальный постер «Трудного детства». Новый плакат, в отличие от предыдущих, является ансамблевым и включает в себя композицию из всех основных персонажей фильма: Константина и Игоря Громов, Анубиса, Юрия Смирнова, Фёдора Прокопенко, Игната «Бустера» Шпунько, Глашатая и Елены Хмуровой. 21 декабря Bubble Studios выпустили финальный трейлер «Трудного детства». Этот трейлер, как и предыдущий, посвящён одному из главных героев фильма, на этот раз юному Игорю Грому, его попыткам написать школьное сочинение о своей жизни с отцом и похождениях вместе с лучшим другом Игнатом. В отличие от трейлера с Константином Громом, финальный выполнен в более яркой и позитивной манере, отражая тем самым беззаботность юного Игоря. Он также содержит в себе анимационные вставки, выполненные в стиле аниме, а также показывает, что в фильме появится персонаж в исполнении шоумена Стаса Барецого, которому противостоит Игорь. Кроме того, в трейлере раскрыли участие в фильме Тихона Жизневского, исполнившего роль Игоря Грома в фильме «Майор Гром: Чумной Доктор»: ближе к концу ролика демонстрируется сцена, где взрослый Игорь общается со своим отцом и спрашивает у него, где тот пропадал «всё это время». В качестве музыкального сопровождения прозвучала песня «Это Сан-Франциско» советско-российской группы «Кар-мэн».

### Сопутствующая продукция и акции
Для продвижения фильма было создано несколько комиксов, так или иначе затрагивающих «Трудное детство». 10 и 11 сентября 2022 года в рамках мероприятия «День бесплатных комиксов» при покупке в специализированных магазинах книг от издательств-участников данного уик-энда, в том числе и от Bubble, можно было получить небольшой одноимённый комикс на основе фильма. Автором истории стал Артём Габрелянов, а за иллюстрации отвечал художник Евгений Яковлев. Помимо самой истории, комикс также включал в себя мини-игры и головоломки. Помимо этого, сюжетная арка «Загадка Сфинкса» Романа Коткова, Артёма Габрелянова и художника Эдуарда Петровича, элементы которой использовались в сценарии «Трудного детства», была переиздана в честь выхода картины. До этого этот сюжет не выходил отдельно, а был частью последнего тома «Майора Грома» под названием «Последнее дело». Сборник был издан отдельной книгой в двух обложках: основной авторства художницы Виктории Виноградовой и альтернативной, последняя представляет собой постер с изображением Глашатая. Кроме того, в дополнительных материалах «Загадки Сфинкса» была раскрыта не только информация о создании оригинального комикса, в том числе оригинальный питч сценариста Виталия Терлецкого, но также и подробности работы над сценарием «Трудного детства».
В декабре в продажу поступил комикс-приквел под названием «Гром: Трудное детство. Восход Анубиса», действие которого происходит приблизительно за неделю до событий фильма и раскрывает предысторию основных персонажей. «Восход Анубиса» поделён на главы, — дни недели с воскресенья по пятницу — каждая из которых вкратце описывает одного из главных героев фильма. Помимо 30 страниц самого комикса, около 40 выделены под дополнительные материалы: фотографии со съёмок «Трудного детства», а также скетчи и эскизы локаций картины. Сценаристом комикса вновь стал Артём Габрелянов, а художником на этот раз выступил Андрей Васин, один из ветеранов издательства. Книга издавалась в четырёх вариативных обложках: основной, которой стал финальный постер фильма; в обложке от художника Константина Тарасова, которая ранее была тизер-постером картины во время анонса на Bubble Comics Con; в обложке от иллюстратора Джамили Зульпикаровой специально для магазина издательства Bubble, а также в обложке от Артёма Бизяева, приуроченной к фестивалю Bubble Comics Con 2023 в январе. Одновременно с премьерой «Трудного детства» на «Кинопоиске» состоялся выход комикса в формате аудиокниги, эксклюзивно на сервисе «Букмейт». Аудиоверсия «Восхода Анубиса» была создана Плюс Студией и озвучена актёрами фильма, а над переработкой комикса в текстовую книгу работали Артём Габрелянов в соавторстве со сценаристами Алексеем Волковым и Кириллом Кутузовым. Сергей Марин, исполнитель роли Константина Грома, также исполнил роль рассказчика в книге.
12 декабря в Москве и Санкт-Петербурге появилось граффити, копирующее окончательный постер фильма. В Петербурге изображение было на территории лофт-проекта «Этажи», а в Москве — на территории дизайн-завода «Флакон», где расположен официальный магазин Bubble Comics. Продолжительность нанесения обоих граффити составило около пяти дней, а над их нанесением работал художник Андрей Гаврилов в Москве и Максим Гамма в Петербурге, в котором для этой цели пришлось закрасить граффити с изображением поэта Владимира Маяковского. Это понравилось не всем жителям города: пользователи социальной сети Twitter раскритиковали Bubble Studios за это решение, однако некоторые из них защитили компанию, ссылаясь на то, что место на стене изначально было предназначено для рекламы. На акцию негативно отреагировал и автор граффити с Маяковским художник Роман Добро. Директор «Этажей» посчитала, что критика со стороны авторов мурала с поэтом и пользователей сети необоснованна, так как никаких гарантий по сохранности работы художникам не давались, а попытка повлиять на то, какое изображение будет нанесено на стену здания, которое принадлежит лофт-проекту, расценила как вмешательство во внутреннюю работу. По словам художника, Bubble в беседе с ним заявили об отмене акции; до этого они планировали нарисовать пять подобных граффити, в том числе в Екатеринбурге. Несмотря на это, 31 декабря студия всё-таки нарисовала третье граффити в Екатеринбурге на Московской улице.
Отдельный постер с юным Игорем Громом, опубликованный одновременно с тизер-трейлером в июне, содержал в себе «пасхальное яйцо» и был интерактивным: если позвонить по номеру телефона на одном из объявлений с фона постера, посвящённому продаже ларька с шавермой, то автоответчик включал аудиосообщение с голосом самого майора Грома в исполнении Тихона Жизневского. При этом номер находился на видном месте и содержал телефонный код 812, принадлежащий Санкт-Петербургу, родному городу Игоря Грома, в котором и развиваются события всех фильмов франшизы. Несколько телефонных номеров было замечено и на плакате с Константином Громом, однако они уже никуда не вели. Впоследствии сообщение менялось: так, после начала акции с граффити, при звонке на тот же номер телефона проигрывалась запись автоответчика, в которой Жизневский голосом майора Грома диктовал координаты соответствующих локаций в Москве и Петербурге. В дальнейшем сообщение планировали обновлять, добавив координаты локации с граффити в Екатеринбурге.
К премьере фильма в декабре Bubble совместно с израильской сетью кофеен Cofix и «Кинопоиском» запустили акцию по продаже тематически оформленной шавермы в 30 точках сети в Санкт-Петербурге. В честь акции «Кинопоиск» устроил конкурс среди своих подписчиков в социальной сети «ВКонтакте», разыграв в качестве приза трёхмесячную подписку «Плюс Мульти» на «Кинопоиск», цифровую версию комикса «Восход Анубиса» и 300 бонусных баллов в приложении Cofix. 27 декабря Bubble в коллаборации с российской маркой питательных батончиков Bite & Bitey выпустило ограниченный набор из шести протеиновых батончиков и стикерпака с тематическими наклейками по фильму, который был доступен только по заказу на российском маркетплейсе Ozon. При этом «Плюс Студия» заявила, что она планирует развивать франшизу своих проектов, включая производство лицензионных товаров по мотивам создаваемых фильмов и сериалов. Такое же заявление сделало и издательство Bubble, назвав сотрудничество с Cofix и Bite & Bitey только началом работы с различными брендами по лицензии. В подкасте телеканалу «СТС-Love» Артём Габрелянов подчеркнул, что ранее они занимались созданием сопутствующей продукции самостоятельно, но незадолго до выхода фильма заключили сделку с лицензионным агентством, чтобы производить товары в сотрудничестве с другими брендами.

### Премьера
21 ноября 2022 года Bubble Studios, рассчитывая на успешный международный прокат, представила фильм на южноазиатском кинорынке Film Bazaar в штате Гоа в Индии с целью реализовать проект «напрямую основным игрокам Индии», ибо ранее все продажи контента в этот регион происходили в рамках глобальных сделок. На встречах с представителями обсуждались как дистрибуция, так и возможности копродукции. Проект был представлен «Роскино» вместе с другими российскими фильмами 10 компаний, таких как «Централ Партнершип», «Арт Пикчерс Дистрибьюшн», Kion, «Плюс Студия» и других. «Гром: Трудное детство» получил английское название «Grom: Boyhood» (с англ. — «Гром: Отрочество»), а также локализованный постер с Константином Громом. Позже Артём Габрелянов подтвердил, что они ведут переговоры о показах за рубежом, надеясь повторить успех «Чумного Доктора» среди иностранных зрителей на Netflix.
Премьерный показ фильма «Гром: Трудное детство» состоялся 20 декабря 2022 года в кинотеатре «Октябрь» в Москве. Закрытый показ посетили режиссёр картины Олег Трофим, продюсеры Артём Габрелянов, Михаил Китаев и Ольга Филипук, а также актёры Сергей Марин, Кай Гетц, Ирина Розанова, Даниил Воробьёв, Алексей Ведёрников, Владимир Яганов, Олег Ягодин и их близкие. Гостями мероприятия стали Ольга Сутулова, Марк Эйдельштейн, Сергей Горошко, Дмитрий Чеботарёв, Александра Ремизова, Маргарита Мамун, Виктор Добронравов и Андрей Золотарёв, журналисты различных изданий, а также блогеры ANOIR и Chuck Review. Сайт PeopleTalk.ru отметил, что гости мероприятия — в основном молодые актёры, только начинающие свою карьеру в российском кинематографе. Представляя картину зрителям, режиссёр Олег Трофим посвятил её родителям съёмочной группы: «Я хочу поблагодарить ещё раз наших родителей за то, что для многих из нас они справились. И мы теперь 30-летние должны как-то справиться со всем этим». Перед показом фильма авторы рассказали, что оставшееся до 1 января время планируют потратить на «полировку». Премьерный показ фильма в Москве сопровождался оглушительными овациями зрителей. После завершения кинопоказа гости были приглашены на афтерпати в бар Mo Friends & Dining под выступление инди-рок-группы Sirotkin, чьи песни использовались в саундтреке фильма.
22 декабря состоялся показ в кинотеатре «Аврора» в Санкт-Петербурге. Проект представили Трофим, Китаев, Габрелянов, Марин, Гетц, Воробьёв, Ведёрников, Яганов, а также композитор Роман Селивёрстов. В качестве гостей были также приглашены журналисты СМИ. Перед началом показа, Артём Габрелянов обратился к зрителям: «Мы уже тут второй раз, представляем наш второй фильм. И мне кажется, очень важно для нас было как для создателей всего этого при съёмках, при монтаже, при финансировании картины всем доказать и показать, что первый „Майор Гром: Чумной доктор“ — это был не случайный какой-то хит на стриминге». Позже Габрелянов сообщил что опыт, накопленный студией при съёмках этого фильма, будет также использоваться при создании сериала «Фурия», анонсированного чуть ранее «Трудного детства».
10 апреля 2022 года портал «Фонтанка.ру» выдвинул предположение, что фильм также может быть выпущен в кинотеатрах. Китаев сказал, что для решения этого вопроса «надо закончить фильм, посмотреть, что вообще происходит с индустрией, есть ли запрос от зрителя от кинотеатров». В конечном итоге, 27 декабря Bubble Studios объявила в своих социальных сетях, что «Гром: Трудное детство» всё же выйдет в ограниченный прокат длиною в день, 30 декабря, в кинотеатрах сети «Каро» в семи городах: Москве, Санкт-Петербурге, Екатеринбурге, Новосибирске, Сургуте, Калининграде и Тюмени. Цифровой релиз состоялся 1 января 2023 года в 20:23 по московскому времени на «Кинопоиске»:2:03. Телевизионная премьера состоялась 24 декабря 2023 года в 21:00 на телеканале «СТС». 13 мая 2024 года «Трудное детство» выйдет в повторный ограниченный прокат в преддверии премьеры картины «Майор Гром: Игра».

## Музыкальное сопровождение

Обложка плейлиста на «Яндекс. Музыке».

Музыку к фильму «Гром: Трудное детство» написал композитор Роман Селивёрстов. В фильме присутствуют как симфонические музыкальные темы, написанные Селивёрствовым специально для фильма, так и лицензированные песни. Селивёрстов в том числе написал безымянную тему Анубиса, создание которой у него заняло две-три недели. До этого на протяжении двух-трёх месяцев Селивёрстов обсуждал с Трофимом, как должен «звучать» главный злодей картины. Для этого Роман смотрел, какие музыкальные инструменты использовались в Древнем Египте. Оказалось, что особо «интересных» инструментов у них не было, все они так или иначе представляли собой струнные и были «мало пригодны». В конечном итоге, «нащупав» необходимую мелодию, композитор обратился к своему другу виолончелисту Игорю Ботвину, чтобы тот записал необходимые партии, на основе которых Роман написал конечную композицию. Ранее именно Игорь исполнил часть темы Чумного Доктора из первого фильма на инструменте «спэйс челло». Во втором трейлере к фильму прозвучала не вошедшая в окончательный монтаж кавер-версия на песню «Позови меня с собой», ставшей популярной в исполнении Аллы Пугачёвой. Аранжировку для неё также написал Селивёрстов, а исполнил певец под псевдонимом Юджой. Идея включить эту песню в новой обработке с более мрачной аранжировкой принадлежала Артёму Габрелянову, вдохновившемуся хоррор-фильмом Джордана Пила «Мы», где использовался ремикс на трек «Got 5 on It» с «жутковатым» звучанием. В сцене борьбы Константина с приспешниками Анубиса играет электронный трек «Схватка с демоном» группы Oligarkh с вокалом Селивёрстова, который кричит «буду умирать молодым».
Одной из лицензированных песен стал вокализ «Я очень рад, ведь я наконец возвращаюсь домой» советского и российского эстрадного певца Эдуарда Хиля, обретший массовую популярность как интернет-мем и который звучит в сцене, где Гром-старший готовит завтрак для своего сына. Специально для кинокартины инди-рок-группа Sirotkin записала оригинальную песню под названием «Кто у меня дома», выпущенную 1 января 2023 года, в день премьеры самого фильма. Группа давно имеет дружеские отношения с режиссёром Олегом Трофимом, который снял несколько музыкальных клипов на композиции коллектива. «Кто у меня дома» играет в сцене в конце фильма, где уже взрослый Игорь Гром тоскует по отцу и встречается с ним в своём сне. Песня «Это Сан-Франциско» советско-российской группы «Кар-мэн» стала аккомпанементом третьего и заключительного трейлера. Режиссёр Олег Трофим в интервью изданию «Собака.ru» так прокомментировал саундтрек:
Обычно я сам занимаюсь подбором музыки, мне это очень нравится. Разумеется, подбор музыки — это подбор музыки, а за написание отвечает Рома Селивёрстов. Я в восторге от того, что он сделал: кроме академической для кино оркестровой музыки мы экспериментировали с хип-хопом, 8-битной электроникой и электроникой 90-х, есть классные фиты с Сироткиным, Кассетой и Олигархом (просто сумасшедший трек получился!), Муджус у нас играет. Очень надеюсь, что мы соберемся с силами и выпустим саундтрек. Он достаточно интересный, он рисует определённый дух времени и держит настроение картины — с удовольствием пролонгировал бы плейлист и накинул в него дополнительных треков.
В целом, саундтрек получил положительные отзывы. Юлия Краснодубец в блоге музыкального сервиса «Звук» назвала трек «Кто у меня дома» лёгким, трогательным и наполненным светлой грустью, звучание музыкальных инструментов охарактеризовала как гармоничное. По её ощущениям, они «будто бы действительно окунают слушателя в мир маленького Игоря Грома». Журналистка «Российской газеты» Сусанна Альперина отметила, что использование вокализа Эдуарда Хиля вызывает ощущение перебора, ибо та же самая композиция прозвучала и в фильме «Чук и Гек. Большое приключение» режиссёра Александра Котта, который вышел незадолго до премьеры «Трудного детства» — 22 декабря 2022 года. Положительно о музыке высказалась и Анастасия Матвеева, представляющая сайт о российском кино и театре «Бес Культуры», назвав открывающий фильм трек «Die Young!» диджея Mujuice динамичным и «достаточно задорным», чьё настроение полностью противоположно более лиричному каверу на песню «Хочу перемен!» группы «Кино» из открывающих титров «Чумного Доктора», а песню «Кто у меня дома» — «выдавливающей слёзы».
1 января 2023 года на музыкальном стриминговом сервисе «Яндекс.Музыка» был опубликован плейлист треков, использованных в фильме. В плейлист не вошли указанные в титрах фильма композиции «Схватка с демоном», написанная электронной группой Oligarkh совместно с Романом Селивёрстовым, «Это пройдёт скоро» группы Sirotkin и песня «Лето без тебя» Виктора Резника, наиболее известная в исполнении актёра Михаила Боярского.
| №                   | Название                                                  | Автор(ы)            | Длительность |
| ------------------- | --------------------------------------------------------- | ------------------- | ------------ |
| 1.                  | «Сан-Франциско»                                           | Кар-мэн             | 4:55         |
| 2.                  | «Я очень рад, ведь я наконец возвращаюсь домой» (Вокализ) | Эдуард Хиль         | 2:45         |
| 3.                  | «Яблоки на снегу»                                         | Михаил Муромов      | 4:13         |
| 4.                  | «Кто у меня дома»                                         | Sirotkin            | 2:45         |
| 5.                  | «Die Young!»                                              | Mujuice             | 4:23         |
| 6.                  | «Боль слёзы кровь»                                        | Кассета             | 3:03         |
| Общая длительность: | Общая длительность:                                       | Общая длительность: | 22:04        |

## Восприятие

Финал истории, в котором встречаются повзрослевший Игорь Гром (Тихон Жизневский) и его отец Константин Гром (Сергей Марин) был назван подавляющим числом критиков лучшей сценой фильма. Снимая её, Олег Трофим вдохновлялся схожей сценой из советского фильма «Застава Ильича» режиссёра Марлена Хуциева

В основном реакция критиков на фильм была умеренно-положительной. Среди элементов фильма, почти единогласно получивших одобрительные оценки, была визуальная составляющая: цветокорекция, постановка, стиль, спецэффекты и прочее. Также к плюсам причислялось раскрытие персонажа Игоря Грома с подробностями, которых недоставало в предыдущей работе студии, «Майор Гром: Чумной Доктор», и сюжетная линия семьи Громов, отца Константина Грома в исполнении Сергея Марина и сына Игоря Грома в исполнении Кая Гетца. Многие отметили и актёрскую игру Марина и Гетца, которым удалось убедительно сыграть отношения между отцом и сыном. Также критики отметили игру Владимира Яганова, сыгравшего Игната «Бустера». Они назвали его одним из самых харизматичных персонажей фильма, а также хорошо вписывающимся в образ своего героя, которого в «Чумном Докторе» сыграл рэпер под псевдонимом Киевстонер.
Смешанные отзывы получила актёрская игра Даниила Воробьёва, сыгравшего в кинокомиксе персонажа Юрия Смирнова. Одни журналисты называли его исполнение харизматичным и находили параллели с образами таких киноперсонажей, как Джон Уик, Нео и Джон Престон, другие же посчитали, что актёр сильно переигрывает, из-за чего он воспринимается не как настоящий человек, а как своеобразная карикатура и пародия на перечисленных персонажей. Неоднозначно воспринято и отображение 1990-х годов. Работу Bubble Studios хвалили за множество вещественных отсылок к реалиям того времени, вроде бандитов в малиновых пиджаках, различных вывесок с рекламой и ТВ-передач с экстрасенсами, заряжающими воду. Тем не менее, некоторые раскритиковали чрезмерно гиперболизированную картину прошедшей эпохи, вызывающей ощущение не достоверно переданного периода времени, а некоего «симулякра», образа и подобия.
Большую часть негативных мнений получил хронометраж картины, длящейся около 80 минут. Многие отмечали, что из-за такой продолжительности страдает раскрытие персонажей, а также темп повествования, который был охарактеризован как «скомканый», «стремительный» и «затянутый». Некоторые из рецензентов жаловались на недостаток экранного времени Ирины Розановой, чья актёрская игра получила положительные отзывы. Почти единогласно критики посетовали на детективную сюжетную линию о борьбе Константина Грома с Анубисом: её называли неинтересной, а раскрытие личности главного злодея — предсказуемым.

### Списки и рейтинги
«Гром: Трудное детство» получил в целом умеренно-положительные оценки от кинокритиков. Общий рейтинг фильма на агрегаторе «Критиканство», подсчитываемый на основе рецензий русскоязычных изданий, составил 65 баллов из 100 на основе 13 обзоров: 8 положительных, 4 смешанных и 1 негативного. На момент 31 января 2023 года, по итогам полученных 65 баллов на «Критиканстве», «Трудное детство» занимает 6-е место в рейтинге лучших фильмов 2023 года агрегатора, опережая на четыре балла полнометражный фильм «Чебурашка» режиссёра Дмитрия Дьяченко и уступая на балл «Крушению» Жан-Франсуа Рише и на семнадцать «Молодости» Дмитрия Давыдова.
Такие издания, как Marie Claire, Grazia и «Рамблер» перечисляли «Трудное детство» в списках лучших и необычных фильмов для новогодних праздников, а «Канобу», Elle Girl, «ТАСС» и «Аргументы и факты» включили его в список главных премьер января 2023 года. «Комсомольская правда» присвоил «Трудному детству» третье место в своём топе «10 лучших криминальных фильмов 2023 года». «РБК Life» поместил кинокомикс в список «Самых ожидаемых фильмов 2023 года».

### Рецензии русскоязычной прессы
| Сводный рейтинг       | Сводный рейтинг |
| Агрегатор             | Оценка          |
| --------------------- | --------------- |
| «Критиканство»        | 65/100          |
| Русскоязычные издания |                 |
| Издание               | Оценка          |
| «25-й кадр»           | 4/5             |
| «Афиша Daily»         | 6/10            |
| «Кибер»               | 7/10            |
| «Кино Mail.ru»        | 6/10            |
| Time Out              | 4/5             |

Кинокритик Линда Журавлёва оставила в блоге «Angela Hayes» на сайте «Кибер» положительный отзыв, дав «Трудному детству» 7 баллов из 10 и похвалив ощущение ностальгии, игру актёров и сюжет фильма, но раскритиковав быстрый темп повествования и небольшой, по её мнению, хронометраж. Журавлёва посчитала, что авторам удалось повторить успех оригинала и снять «нестыдный отечественный кинокомикс». Евгений Пекло из «Мира фантастики», как и другие его коллеги, отметил сходство фильма с российским сериалом «Мир! Дружба! Жвачка!», действие которого также происходит в антураже 1990-х годов, и назвал фильм не столько приквелом, сколько спин-оффом «Чумного Доктора», призванным пролить свет на прошлое Игоря Грома. Он похвалил сюжет, режиссуру, актёров и цветокоррекцию «Трудного детства», однако пожаловался на работу со звуком, из-за которой некоторые диалоги оказались неразборчивы. Журналистка Сусанна Альперина в целом похвалила фильм, отметив сеттинг 1990-х годов, спецэффекты, грим и актёрскую игру, посетовав, однако, что второстепенные персонажи получились намного харизматичнее главных героев. Она также отметила, что у картины явно немаленький бюджет, который «вложен с умом». Она заявила, что, несмотря на меньший по сравнению с «Чумным Доктором» хронометраж, картина сделана «более цельно и тщательно», чем предшественник. Обозреватель «Фонтанки» Лидия Маслова посчитала, что сюжетная линия взаимоотношений семейства Громов «более важная и чуть старательней прописанная», чем история противостояния Константина Грома с главным злодеем фильма Анубисом. По её мнению, резко сократившееся количество сценаристов фильма по сравнению с предыдущим дало о себе знать — «им стало труднее справляться с задачей». Клара Хоменко, представляющая издание Time Out, дала «Трудному детству» оценку в 4 звезды из 5 возможных. По мнению журналистки, успешность «Трудного детства» было трудно предсказать: фанаты больше ждали приквел о взрослении Сергея Разумовского, а первый фильм студии вызвал среди публики вопросы об его этичности. Хоменко окрестила картину «оммажем детским воспоминаниям и огромному количеству любимых фильмов создателей».
Сергей Ульянов из «Big Geek Mews» похвалил фильм за удачное, по его мнению, сочетание нескольких жанров: боевика, приключения, детектива, комедии и драмы; также он отметил большое количество отсылок к атрибутам 1990-х годов и к событиям «Чумного Доктора» и назвал «Трудное детство» «аккуратным приквелом, сделанным с любовью и вниманием к оригинальному фильму». Алексей Литовченко из журнала «КиноРепортёр» (ранее «The Hollywood Reporter Russia») оставил о фильме резко отрицательный отзыв, раскритиковав быстрое, но при этом затянутое, развитие истории, копирование сюжета «Чумного Доктора» и игру актёров. Тем не менее, Литовченко похвалил камео Стаса Барецкого и персонажа Даниила Воробьёва, назвав их «лучшим, что есть в фильме». Никита Гмыза из Geek City заявил, что для раскрытия персонажа Игоря Грома явно не хватало этого фильма, и что именно в «Трудном детстве» авторам удалось приблизиться к созданию настоящей «российской супергероики». Гмыза назвал мелкие детали, вроде малиновых пиджаков и пульта в целлофановом пакете, одним из главных достоинств картины. Подытоживая, Никита призвал зрителей поддержать фильм просмотром и выразил надежду на дальнейшее развитие Киновселенной Bubble. Представляющая российский портал «Бес Культуры» журналистка Анастасия Матвеева заметила, что в отличие от «Чумного Доктора» приквел больше сфокусирован не на экшене, а на выстраивании личной драмы центральных персонажей. Матвеевой пришлась по душе игра актёров, колоритные персонажи и сценарий — она отдельно отметила драматичность финала истории и то, как одна из сцен после титров проливает свет на взаимоотношения Игоря Грома и Юлии Пчёлкиной, характер которых не был ясно раскрыт в предыдущем фильме. В блоге на сайте онлайн-кинотеатра Okko обозреватель Катя Загвоздкина посчитала, что начать новый год с просмотра «Трудного детства» — хорошая идея. По её мнению, успех «Чумного Доктора» среди зрителей и критиков делал выход следующего фильма вопросом времени. Она посчитала, что, несмотря на уменьшенный хронометраж в сравнении с «Чумным Доктором», приквел представляет собой не скромный короткий метр, а «настоящий блокбастер».
В рецензии «Кино-театра.ру» Максим Гревцев раскритиковал картину, назвав её «грудой оммажей», «абсолютно провальным детективом» и «утомительной круговертью персонажей». Мир альтернативного Санкт-Петербурга 1990-х годов был назван шизофреническим, персонажи — карикатурными. Более того, Гревцев выразил мнение, что авторы не только не провели работу над ошибками после «Чумного Доктора», но и усугубили в новом фильме некоторые из его недостатков. Положительную рецензию написал Сергей Прудников из «25-го кадра», окрестивший фильм «снятым на голову выше большинства аналогичных отечественных проектов кино, которое создатели делают с огромной любовью». Он писал, что, несмотря на увеличенный до 84 минут хронометраж, фильм всё ещё обладает чертами короткометражного: стремительно развивающимися событиями и мотивами, оставшимися за кадром. По мнению Прудникова, чтобы избежать этого, авторам следовало сделать полноценную полнометражку. Обзор на фильм от «Вокруг ТВ», написанный Леонидом Кискаркином, был положительным, а среди плюсов кинокомикса назывались сеттинг 1990-х годов, вызывающий чувство ностальгии, смелый юмор и «задевающие за живое» драматичные сцены. Однако, как и Прудников, Кискаркин назвал главным минусом «Трудного детства» недостаточность хронометража. Егор Москвитин в материале для «РБК daily» похвалил работу Bubble Studios за «неожиданно сильную семейную драму», а сам фильм назвал вселяющим большой оптимизм. По мнению критика, главной темой «Трудного детства» стала не столько попытка показать завершение старого века, сколько рождение нового поколения — «поколения благодарных детей», коим предстаёт герой Кая Гетца и Тихона Жизневского Игорь Гром. Сергей Оболонков из «Кино Mail.ru» причислил к плюсам комедийные элементы, подданные с точки зрения 12-летнего Грома, игру Кая Гетца и его вхождение в образ, а также менее идеологизированный сюжет. Оболонков отметил, что упор истории на отношениях старшего и младшего Громов и небольшой хронометраж сделали приквел более стройным и лаконичным, чем оригинал. Минусами названы слабая детективная составляющая и утрированное изображение 90-х.
То, что вместо широкого проката фильм вышел сразу на стриминге, Василий Говердовский в рецензии на «Афиша Daily» назвал правильным решением. Он заметил, что «Трудное детство» вышло гораздо более аполитичным, чем прошлый фильм студии, но при этом всё так же наполнено штампами западного кино, сохраняя как достоинства «Чумного Доктора» (энергичность, техническая компетентность, хороший актёрский состав), так и его недостатки (вторичность и слабая запоминаемость). Был раскритикован антагонист в лице Анубиса, а главным злодеем фильма была названа «жадность». Говердовский присудил картине 6 баллов из 10 возможных. Евгения Смыкова, редактор портала «После титров», похвалила актёрскую игру Сергея Марина и Кая Гетца, раскрытие персонажа Игоря Грома, а также большую масштабность и эпичность в сравнении с короткометражками Киновселенной Marvel. Из минусов Смыкова выделила короткий хронометраж и приземлённость истории и её слишком скорую развязку. Евгений Шлапаков, кинообозреватель «Ридуса», похвалил сюжетную линию семейства Громов, отметил качественность технической части, операторской и режиссёрской работы, общий стиль картины, а также актёрскую игру Марина, Гетца и Владимира Яганова. Более сдержанно автор высказался о актёрской работе Даниила Воробьёва, упрекнув того в чрезмерном переигрывании. Он раскритиковал решение студии сделать из фильма не полноценное продолжение, а короткометражный спин-офф, шероховатости сюжета, «невнятную» детективную составляющую, по итогу назвав «Трудное детство» крепким «середнячком». От Russia Today обзор написала журналистка Фарзона Ширинбек. По её мнению, преступный мир в фильме показан «немного наивно», но при этом она похвалила сцены с Анубисом и его «метафоричный» образ, а также заявила, что приквел проигрывает у оригинала в динамичности, но выигрывает в графическом наполнении. Подытоживая, Ширинбек назвала «Трудное детство» вкупе с «Чумным Доктором» важной вехой в истории российского кинематографа.
В обзоре от «Чемпионата» журналист Слава Петров обратил внимание, что хоть второй проект Bubble Studios и вызывает вопросы, он всё же оставляет после себя положительные эмоции. Как и другие критики, он остался холоден к сюжетной линии с Анубисом, но похвалил часть фильма, посвящённую отношениям Грома-старшего и Грома-младшего. В целом, Петров оценил «Трудное детство» выше последних фильмов Marvel Studios. Издание News.ru также положительно отнеслось к проекту. Рецензентка Иветта Невинная посчитала, что у «Трудного детства» есть все шансы превзойти менее успешную первую часть. Ей пришлись по душе анимационные сегменты, попадание Кая Гетца в образ Игоря Грома Жизневского, камео Стаса Барецкого, различные вещественные элементы 90-х и драматические сцены. Тем не менее, Невинная посчитала, что съёмочная команда должна была дать больше экранного времени персонажу Ирины Розановой. Сергей Чацкий из «КГ-Портала» не ждал от «Трудного детства» досконального и реалистичного отображения эпохи 1990-х годов, больше надеясь увидеть зрелищное продолжение кинофраншизы Bubble Studios. По ощущениям Чацкого, с технической стороны приквел напоминает не столько фильм, сколько эпизод сериала. Он назвал существование кинокомикса оправданным, хоть и посетовал на короткий хронометраж и ощущение, что фильм сделан чтобы «банально пополнить список студийных проектов». Денир Курбанджанов в рецензии на «Ваших Новостях» считает, что из «Трудного детства» вышел «забористый клип, растянутый до часа с четвертью». Критик отметил отсутствие характеров и явный проигрыш на фоне детских комиксов, потому что «Майор Гром» чересчур серьёзен. Он добавляет: «Слезу такой чепухой не выдавишь, как ни старайся. Закрадывается ощущение, что из питерского майора потихоньку лепят бестолковую медиафраншизу, требующую бесконечного контента любого качества. Рановато для такого сырого проекта…».

### Награды
Постер фильма получил российскую премию в области телевизионного маркетинга, продвижения и дизайна «Медиабренд-2022» в двух категориях: «Лучший постер» (третье место) и «Лучшая оригинальная идея, креатив в офф-лайн продвижении» за «пасхальное яйцо» с номером телефона на постере с Игорем Громом (второе место).
| Год  | Премия                   | Категория                                                  | Номинант                | Результат             |
| ---- | ------------------------ | ---------------------------------------------------------- | ----------------------- | --------------------- |
| 2022 | Премия «Медиабренд-2022» | «Лучший постер»                                            | «Гром: Трудное детство» | Победа (третье место) |
| 2022 | Премия «Медиабренд-2022» | «Лучшая оригинальная идея, креатив в офф-лайн продвижении» | «Гром: Трудное детство» | Победа (второе место) |